# Liste der Bischöfe von Teruel
Die folgenden Personen waren Bischöfe von Teruel (Spanien):
- Andrés Santos de Sampedro (1577–1578) (dann Erzbischof von Saragossa)
- Jaime Ximeno Lobera (1580–1594)
- Martín Terrer Valenzuela OSA (1596–1614) (dann Bischof von Tarazona)
- Tomás Cortés de Sangüesa (1614–1624)
- Fernando Valdés Llano (1625–1633) (dann Erzbischof von Granada)
- Pedro Apaolaza Ramírez OSB (1633–1635) (dann Erzbischof von Saragossa)
- Juan Cebrián Pedro OdeM (1635–1644) (dann Erzbischof von Saragossa)
- Domingo Abad Herta (1644–1647)
- Diego Chueca (1647–1672)
- Diego Francés de Urritigoyti y Lerma (1673)
- Andrés Aznar Navés (1674–1682)
- Jerónimo Zolivera (1683–1700)
- Lamberto Manuel López (1701–1717)
- Pedro Felipe Analso Miranda y Ponce de León (1720–1731)
- Francisco Pérez Prado y Cuesta (1732–1755)
- Francisco Javier Pérez Baroja y Muro (1755–1757)
- Francisco José Rodríguez Chico (1757–1780)
- Roque Martín Merino (1780–1794)
- Félix Rico Rico (1795–1799)
- Francisco Javier de Lizana y Beaumont (1800–1802) (dann Erzbischof von Mexiko)
- Blas Joaquín Alvarez Palma (1802–1814) (dann Erzbischof von Granada)
- Felipe Montoya Díez (1815–1825)
- Jacinto Rodríguez Rico (1825–1827) (dann Bischof von Cuenca)
- Diego Martínez Carlón y Teruel (1827–1831) (dann Bischof von Jaén)
- José Asensio Ocón y Toledo (1831–1833)
- Antonio Lao Cuevas (1847–1850) (auch Bischof von Guadix)
- Jaime José Soler Roquer (1850–1851)
- Francisco Landeira Sevilla (1852–1861) (auch Bischof von Cartagena)
- Francisco de Paula Jiménez Muñoz (1861–1869)
- Victoriano Guisasola y Rodríguez (1874–1876) (dann Titularbischof von Dora)
- Francisco de Paula Moreno y Andreu (1876–1880)
- Antonio Ibáñez y Galiano (1880–1890)
- Maximiliano Fernández del Rincón y Soto Dávila (1891–1894) (dann Bischof von Guadix)
- Antonio Estalella y Sivilla (1894–1896)
- Juan Comes y Vidal (1896–1905)
- Juan Antón de la Fuente (1905–1934)
- Anselmo Polanco y Fonteche OSA (1935–1939)
- León Villuendas Polo OFM (1944–1968)
- Juan Ricote Alonso (1968–1972)
- Damián Iguacén Borau (1974–1984) (dann Bischof von San Cristóbal de La Laguna o Tenerife)
- Antonio Ángel Algora Hernando (1985–2003) (dann Bischof von Ciudad Real)
- José Manuel Lorca Planes (2004–2009) (dann Bischof von Cartagena)
- Carlos Manuel Escribano Subías (2010–2016) (dann Bischof von Calahorra y La Calzada-Logroño)
- Antonio Gómez Cantero (2016–2021) (dann Koadjutorbischof von Almería)
- José Antonio Satué Huerto (2021–2025) (dann Bischof von Málaga)
- Sedisvakanz (seit 2025)